# Erin Hartwell
Erin Wesley Hartwell (nascido em 10 de junho de 1969) é um ciclista estadunidense, medalhista de prata e bronze olímpico. Representou sua nação nos Jogos Olímpicos de Verão de 1992, 1996 e 2000.